# Ґданське побережжя

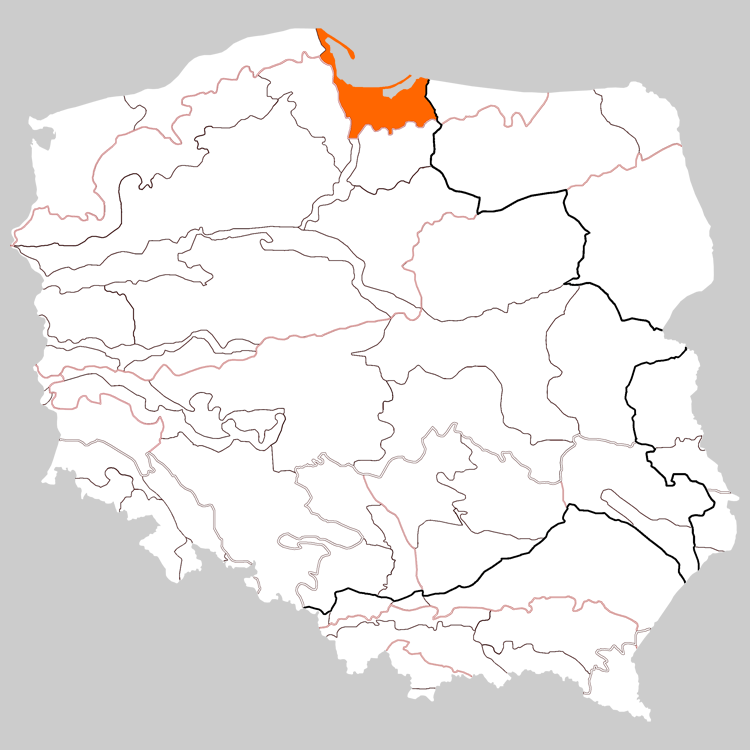
Ґданське побережжя на фізико-географічній карті Польщі.

Ґда́нське побере́жжя (пол. Pobrzeże Gdańskie) (313.5) — фізико-географічний макрорегіон Польщі, розташований у східній частині Південного Балтійського узбережжя, напівкругло оточуючи Гданську затоку, на південь від лінії, що з’єднує мис Розеве на заході з Самбійським півостровом на сході.
Особливістю цього регіону є наявність окремих височин заввишки кілька десятків метрів, розділених долинними формами (так званими «кепами»), а також коси і розложистої дельти Вісли. Завдяки своєму розташуванню клімат області дещо більш континентальний, взимку холодніше, ніж в інших макрорегіонах «Південнобалтійських побереж».
Ґданське побережжя охоплює приблизно 4,5 тис квадратних кілометрів. Воно поділене на таких сім мезорегіонів:
- Кашубське побережжя
- Гельська коса
- Віслинська коса
- Віслинські Жулави
- Ельблонгська височина
- Вармінська рівнина
- Старо-Пруське побережжя